# Meta Alexander
Meta Alexander (* 14. Juli 1924 in Berlin; † 13. Mai 1999 ebenda) war eine deutsche Internistin. Sie war Leiterin der Abteilung für Innere Medizin mit Schwerpunkt Infektionskrankheiten am Rudolf-Virchow-Krankenhaus in Berlin und Gründungsmitglied der Deutschen Gesellschaft für Infektiologie (DGI).

## Werdegang
Alexander wurde als Tochter des Kaufmanns Ernst Alexander und der Käte Alexander geboren. Sie studierte Medizin an der Humboldt-Universität (HU) und an der Freien Universität (FU), wo sie 1951 promovierte. Nach Assistenzen in der Chirurgie und in der Augenheilkunde wurde sie an der Medizinischen Klinik der FU 1952 wissenschaftliche Mitarbeiterin von Professor Hans Freiherr von Kreß. Von 1960 an betreute sie als Oberärztin vier Stationen am neu errichteten Infektionshaus der Klinik. Im Anschluss an ihre Habilitation übernahm sie 1963 eine Lehrtätigkeit an der FU. 1969 wurde sie dort zur außerplanmäßigen Professorin und 1971 zur C3-Professorin ernannt. 1975 wurde ihr die Leitung der Abteilung für Innere Medizin mit Schwerpunkt Infektionskrankheiten des Rudolf-Virchow-Klinikums übertragen und sie gleichzeitig zur Geschäftsführenden Direktorin der Medizinischen Klinik gewählt.
Sie veröffentlichte mehr als 100 Beiträge zur klinischen Infektiologie und einige namhafte Lehrbücher, so das vierbändige Standardwerk Innere Medizin in Praxis und Klinik. Zusammen mit Helmut Mommsen ist sie Begründerin des Gesundheits-Brockhaus.
Ihre letzte Ruhestätte fand Meta Alexander auf dem Friedhof der St.-Matthias-Gemeinde (Berlin-Tempelhof).
Nach ihrem Tod wurde aus ihrem Erbe die Meta-Alexander-Stiftung gegründet. Deren Zweck ist es, in unregelmäßigen Abständen im Rahmen von Stipendien und Forschungspreisen Beihilfen für Arbeiten auf dem Gebiet der Infektionskrankheiten zur Verfügung zu stellen. Der aus Mitteln der Stiftung getragene Meta-Alexander Preis richtet sich an den forschenden Nachwuchs auf dem Fachgebiet der Infektiologie. Der Preis wird jährlich von der Deutschen Gesellschaft für Infektiologie im Rahmen des Kongresses für Infektionskrankheiten und Tropenmedizin, den die DGI gemeinsam mit der Deutschen Gesellschaft für Tropenmedizin, Reisemedizin und Globale Gesundheit ausrichtet, verliehen. Der Meta-Alexander Preis der DGI ist mit 5.000 € dotiert.

## Veröffentlichungen
- Komplikationen bei Operationen an den Gallenwegen, Dissertation, 1950
- Klinische Beobachtungen, Therapie und bakteriologische Untersuchungen bei Streptokokkeninfektionen, insbesondere bei Scharlach und Anginen, Habilitation, 1963
- Infektions-Fibel, Thieme-Verlag, 1968
- mit Hansjürgen Raettig: Infektionskrankheiten: Epidemiologie ; Klinik ; Immunprophylaxe, Thieme-Verlag, 1982, 2. Auflage,
- Gesundheits-Brockhaus, 1984, Neubearbeitung
- mit Hans Knothe: Chemotherapie, Gustav-Fischer-Verlag, 1988, ISBN 978-3-437-10891-4

## Auszeichnungen
- 1981: Bundesverdienstkreuz (am Bande)
- 1984: Ernst-von-Bergmann-Plakette der Bundesärztekammer
- Rudolf-Virchow-Verdienstmedaille der Humboldt-Universität zu Berlin